# Reginald Owen
Pour les articles homonymes, voir Owen.
Reginald Owen, né le 5 août 1887 à Wheathampstead (Hertfordshire, Grande-Bretagne) et mort le 5 novembre 1972 à Boise (Idaho), États-Unis, est un scénariste, auteur et acteur britannique.

## Biographie
Il fit ses débuts londoniens dans La Tempête en 1905. Il émigra aux États-Unis en 1924 et eut une brillante carrière à Hollywood. Parmi ses rôles : Mrs. Miniver et Random Harvest en 1942, The Valley of Decision et National Velvet en 1945 et Of Human Bondage en 1934. Sa dernière apparition remontait à l’automne 1972 où à Broadway, il fut de la distribution de A Funny Thing Happened on the Way to the Forum.

## Filmographie partielle
- 1931 : The Man in Possession de Sam Wood
- 1931 : La Blonde platine (Platinum Blonde)  de Frank Capra
- 1932 : Lovers Courageous de Robert Z. Leonard
- 1932 : A Woman Commands de Paul L. Stein
- 1932 : Downstairs de Monta Bell
- 1932 : Sherlock Holmes de William K. Howard
- 1932 : Robbers' Roost de Louis King
- 1933 : A Study in Scarlet de Edwin L. Marin
- 1933 : The Narrow Corner de Alfred E. Green
- 1933 : The Big Brain de George Archainbaud
- 1933 : Voltaire de John G. Adolfi
- 1933 : La Femme aux gardénias (Double Harness) de John Cromwell
- 1933 : Queen Christina de Rouben Mamoulian
- 1934 : Les Pirates de la mode (Fashions of 1934) de William Dieterle
- 1934 : Nana de Dorothy Arzner
- 1934 : La Maison des Rothschild (The House of Rothschild) d'Alfred L. Werker
- 1934 : Mandalay de Michael Curtiz : Colonel Thomas Dawson
- 1934 : The Countess of Monte Cristo (en) de Karl Freund
- 1934 : Where Sinners Meet de J. Walter Ruben
- 1934 : Stingaree de William A. Wellman
- 1934 : Madame Du Barry de William Dieterle
- 1934 : La Grande-Duchesse et le Garçon d'étage (Here Is My Heart) de Frank Tuttle
- 1934 : L'Emprise (Of Human Bondage) de John Cromwell
- 1934 : The Human Side de Edward Buzzell
- 1934 : Musique dans l'air (Music in the Air) de Joe May
- 1935 : Enchanted April de Harry Beaumont
- 1935 : Escapade de Robert Z. Leonard
- 1935 : L'Appel de la forêt (The Call of the wind) de William A. Wellman
- 1935 : Anna Karénine (Anna Karenina) de Clarence Brown
- 1935 : La Bonne Fée (The Good Fairy) de William Wyler
- 1935 : Le Marquis de Saint-Évremont (A Tale of two Cities) de Jack Conway
- 1935 : Monseigneur le détective (The Bishop Misbehaves) d'Ewald André Dupont
- 1936 : Rose Marie de W.S. Van Dyke
- 1936 : Petticoat Fever de George Fitzmaurice
- 1936 : Le Grand Ziegfeld (The Great Ziegfeld) de Robert Z. Leonard
- 1936 : À vos ordres, Madame (Trouble for Two), de J. Walter Ruben
- 1936 : Yours for the Asking d'Alexander Hall
- 1936 : The Girl on the Front Page de Harry Beaumont
- 1936 : Aventure à Manhattan (Adventure in Manhattan) de Edward Ludwig
- 1936 : Love on the Run de W.S. Van Dyke
- 1937 : Dangerous Number de Richard Thorpe
- 1937 : Valet de cœur (Personal Property) de W. S. Van Dyke
- 1937 : Madame X de Sam Wood
- 1937 : L'Inconnue du palace (The Bride Wore Red) de Dorothy Arzner
- 1937 : Marie Walewska (The Conquest) de Clarence Brown
- 1937 : Rosalie de W. S. Van Dyke
- 1938 : Paradise for Three de Edward Buzzell
- 1938 : Everybody Sing de Edwin L. Marin
- 1938 : Kidnapped de Alfred L. Werker
- 1938 : Three Loves Has Nancy de Richard Thorpe
- 1938 : Vacation from Love de George Fitzmaurice
- 1938 : Un conte de Noël (A Christmas Carol) d'Edwin L. Marin
- 1938 : The Girl Downstairs de Norman Taurog
- 1939 : Remember? de Norman Z. McLeod : Mr. George Bronson
- 1939 : Mon mari conduit l'enquête (Fast and Loose) d'Edwin L. Marin
- 1939 : Hotel Imperial de Robert Florey
- 1939 : Bridal Suite de Wilhelm Thiele
- 1939 : The Real Glory de Henry Hathaway
- 1939 : Bad Little Angel de Wilhelm Thiele
- 1940 : Le Gangster de Chicago (The Earl of Chicago) de Richard Thorpe et Victor Saville
- 1940 : The Ghost Comes Home de Wilhelm Thiele
- 1940 : Florian d'Edwin L. Marin
- 1940 : Hullabaloo de Edwin L. Marin
- 1941 : Il était une fois (A woman's face) de George Cukor
- 1941 : L'aventure commence à Bombay (They met in Bombay) de Clarence Brown
- 1941 : Divorce en musique (Lady Be Good) de Norman Z. McLeod : Max Milton
- 1941 : Le Trésor de Tarzan (Tarzan's Secret Treasure) de Richard Thorpe : le professeur Elliott
- 1941 : Free and Easy de George Sidney
- 1941 : Blonde Inspiration de Busby Berkeley
- 1942 : La Femme de l'année (Woman of the Year) de George Stevens : Clayton
- 1942 : Danse autour de la vie (We Were Dancing) de Robert Z. Leonard : Major Berty Tyler-Blane
- 1942 : Ma femme est un ange (I Married an Angel) de W. S. Van Dyke
- 1942 : Cairo de W. S. Van Dyke
- 1942 : Madame Miniver (Mrs. Miniver) de William Wyler : Foley
- 1942 : Je te retrouverai (Somewhere til find you) de Wesley Ruggles : Willie Manning
- 1942 : Prisonniers du passé (Random Harvest) de Mervyn LeRoy : Biffer
- 1942 : Quelque part en France (Reunion in France) de Jules Dassin : Schultz
- 1942 : Tondelayo (White Cargo) de Richard Thorpe : Skipper sur le "Congo Queen"
- 1943 : Un commando en Bretagne (Assignment in Brittany) de Jack Conway : Colonel Trane
- 1943 : Madame Curie de Mervyn LeRoy  : Docteur Becquerel
- 1943 : Un espion a disparu (Above Suspicion) de Richard Thorpe : Dr. Mespelbrunn
- 1944 : Le Grand National (National Velvet) de Clarence Brown : Farmer Ede
- 1945 : La Vallée du jugement (The Valley of Decision) : Mac McCready
- 1945 : La Duchesse des bas-fonds (Kitty) de Mitchell Leisen : Duc de Malmunster
- 1945 : Le Capitaine Kidd (Captain Kidd), de Rowland V. Lee  : Cary Shadwell
- 1945 : She Went to the Races de Willis Goldbeck : Docteur Pembroke
- 1946 : Le Joyeux Barbier (Monsieur Beaucaire) de George Marshall : Le Roi Louis XV
- 1946 : La Folle Ingénue (Cluny Brown) d'Ernst Lubitsch : Sir Henry Carmel
- 1946 : Le Journal d'une femme de chambre (The Diary of a Chambermaid) de Jean Renoir : Capitaine Lanlaire
- 1946 : Le Pays du dauphin vert de Victor Saville : Le capitaine O'Hara
- 1947 : Tonnerre dans la vallée (Thunder in the Valley) de Louis King : Long Kirby
- 1947 : Quand vient l'hiver (If Winter Comes) de Victor Saville : M. Fortune
- 1948 : La Belle imprudente (Julia Misbehaves) de Jack Conway : Benny Hawkins
- 1948 : Les Trois Mousquetaires : M. de Tréville
- 1949 : Le Jardin secret (The Secret Garden) de Fred M. Wilcox : Ben Weatherstaff
- 1950 : L'Histoire des Miniver (The Miniver story) de Henry C. Potter : M. Foley
- 1951 : J'épouse mon mari (Grounds for Marriage) de Robert Z. Leonard
- 1954 : Jarretières rouges (Red Garters) de George Marshall
- 1958 : Les commandos passent à l'attaque (Darby's Rangers) de William A. Wellman : Arthur Hollister
- 1963 : Cinq Semaines en ballon (Five Weeks in a Balloon) de Irwin Allen : le Consul
- 1963 : Le Piment de la vie (The Thrill of It All) de Norman Jewison
- 1964 : Mary Poppins (Mary Poppins) de Robert Stevenson : l'Amiral Boom
- 1972 : L'Apprentie sorcière (Bedknobs and Broomsticks) de Robert Stevenson : le Général Sir Brian Teagler